# アレクサンダル・チルコヴィッチ
アレクサンダル・チルコヴィッチ（セルビア語: Александар Ћирковић, ラテン文字転写: Aleksandar Ćirković、2001年9月21日 - ）は、セルビアのサッカー選手。ポジションはミッドフィールダー。

## 経歴
2021年2月2日、FCアドミラ・ヴァッカー・メードリングからFKマチュヴァ・シャバツに6ヶ月契約でレンタル移籍した。
2021年7月20日、ジムナスティック・タラゴナと3年契約を締結したが、12月22日に契約を解除した。
2022年8月26日、クリリヤ・ソヴェトフ・サマーラと4年契約を締結した。
2023年6月30日、クリリヤ・ソヴェトフ・サマーラからFK TSCに1年契約でレンタル移籍した。その後完全移籍となった。
2025年1月22日、フェレンツヴァーロシュTCに移籍した。